# Întoarce-te și mai privește o dată
Întoarce-te și mai privește o dată este un film românesc din 1981 regizat de Dinu Tănase. Rolurile principale au fost interpretate de actorii Valentin Voicilă, Ștefan Iordache, Maria Hrișman.

## Distribuție
Distribuția filmului este alcătuită din:
- Victor Ștrengaru — Pricop
- Constantin Rauțchi — Cățea
- Adrian Georgescu — Vasile
- Ștefan Iordache — Mială
- Mircea N. Crețu — Tudor
- Ion Pavelescu — Vizante
- Matei Albulescu — Biță
- Maria Hrișman — Codina
- Radu Vaida — Pandele
- Vasile Nițulescu — Aristide
- Mitică Popescu — Sterică
- Ecaterina Nazare
- Carmen Maria Strujac
- Dana Dogaru — Vasineta
- Valentin Voicilă — Ion
- Zaharia Volbea — Mioc

## Primire
Filmul a fost vizionat de 1.178.864 de spectatori în cinematografele din România, după cum atestă o situație a numărului de spectatori înregistrat de filmele românești de la data premierei și până la data de 31 decembrie 2014 alcătuită de Centrul Național al Cinematografiei.